# Sinfonia
Sinfonia (wł. symfonia) – termin muzyczny mający różne znaczenia zależnie od epoki.
W okresie wczesnego baroku sinfonią określano różnorakie wstępy do oper (lub aktów opery), bądź też kantat. W szkole neapolitańskiej nazywano tak uwerturę typu włoskiego. Czasem nazwa oznaczała również pierwszą, wstępną część utworu cyklicznego (np. w Particie c-moll J.S. Bacha).
Jan Sebastian Bach nazwał tak 3-głosowe klawesynowe kompozycje o przeznaczeniu pedagogicznym dla odróżnienia ich od podobnych, lecz 2-głosowych inwencji.
W późniejszym okresie termin bywał stosowany zamiennie ze słowem symfonia.